# 솔 나센테
《솔 나센테》(포르투갈어: Sol Nascente)는 2016년 방영된 브라질의 텔레노벨라이다.